# 伊勢屋 (太田市)
伊勢屋（いせや）は、群馬県太田市東本町24-23にある和菓子店。SUBARU群馬製作所本工場前に立地し、スバル車をモチーフとした菓子を製造・販売している。創業はSUBARUの前身である中島飛行機が当地に工場を構えた1934年（昭和9年）3月10日。店舗は2回の建て替えを経て、2004年（平成16年）8月に現在の姿となっている。

## 概要
昭和7年に初代創業者岡田㐂四郎が足利市伊勢町の伊勢屋にて勤務ののち、昭和8年太田市1丁目にて開業(のれん分け)、その後現住所に移転。太田市スバル町1-1の株式会社SUBARU群馬製作所・本工場の正門至近にあることから、従来から販売していた和菓子類に加え、富士重工業（当時）側から「太田へ来た方へのお土産が必要なので何か作って欲しい」という依頼を受け、1961年（昭和36年）にスバル・360を型どった「スバル最中」を発売した。ちょうど現在のSUBARU健康保険組合が10周年を迎える節目であり、比較的日持ちのよい最中を用いた贈呈用菓子として考案されたのが始まりである。その後、スバル360はレオーネに変わり、平成17年（2005年）4月にはレガシィB4へと変更。数あるラインナップの中でも一番人気である。

## ラインナップ
すべての商品が手造りであることが特徴である。
- スバル最中 - 北海道産の小豆を使用した[8]粒餡入りの最中。形はレガシィB4（4代目）がモチーフ[6]。
- 360焼（サブロクやき[6]） - ピーナッツクリームを練り込んだ白餡入りの饅頭。形はスバル・360がモチーフ[8]。スバル・360の菓子を復活してほしいという要望に応え3代目が考案した。金型は初代スバル最中のものを流用している[3]。
- THEスバル - 2代目が考案した瓦せんべい風菓子[8]。表面の焼印は初代レガシィセダンで[注 2]、包装袋は2代目レガシィツーリングワゴンとなっている[6]。
- 六連星（mutsura）サブレ - 2013年（平成25年）春から発売されているココナッツ風味のサブレ。可食印刷技術 (edible ink printing) を用い、1枚ごとに異なるスバル車の写真をプリントしている[8]。

スバル最中、THEスバル、360焼をセットに包装した「スバルアラカルト」もあり、箱内には同店オリジナル小冊子「スバルの歩み」が付属する。
スバルをモチーフとした菓子以外にも、どら焼き（小豆餡が入った通常のどら焼きのほか、バターどら焼きもある）、饅頭といった普通の菓子、夏期にはかき氷も取り扱っている。

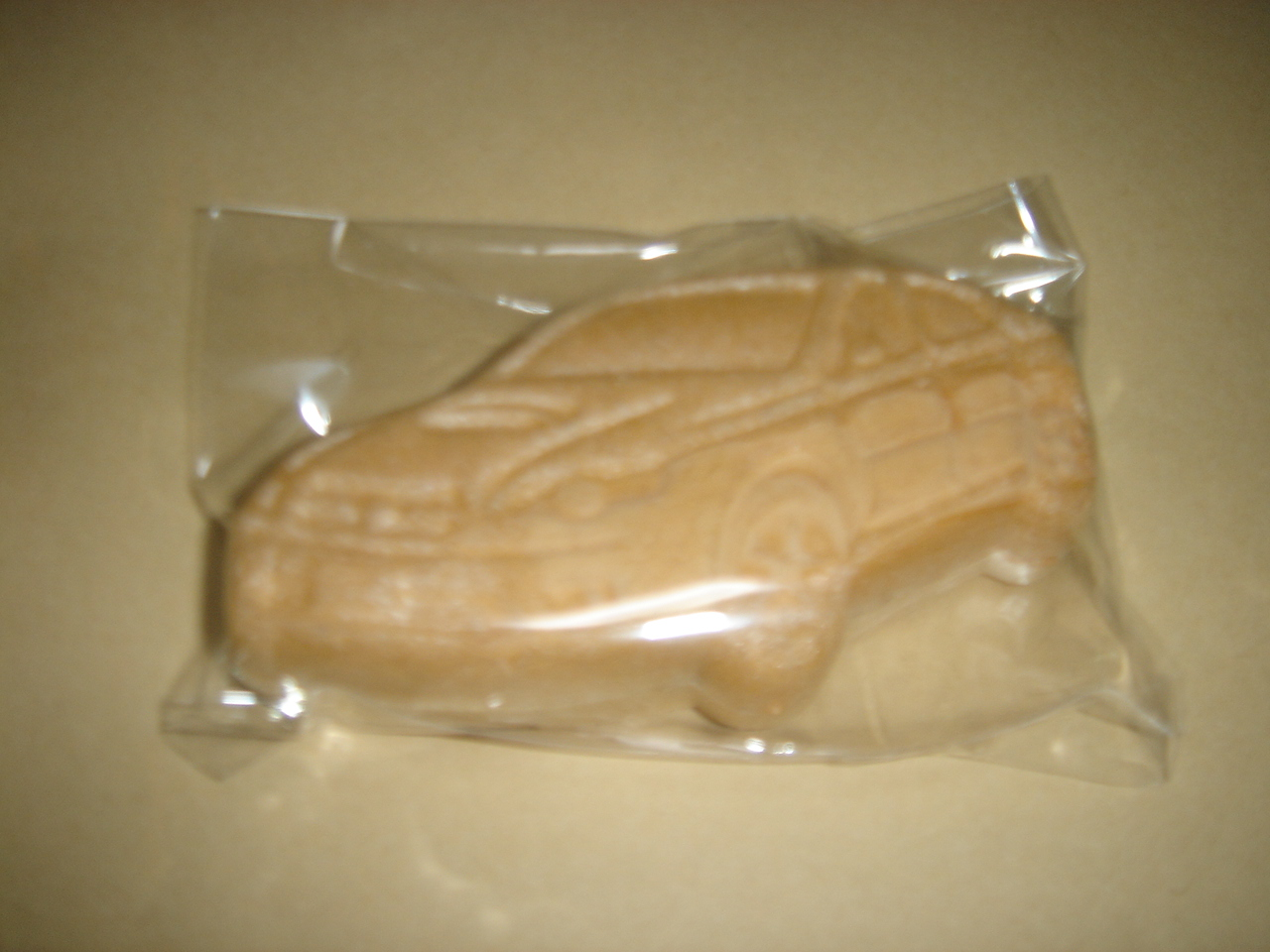
スバル最中
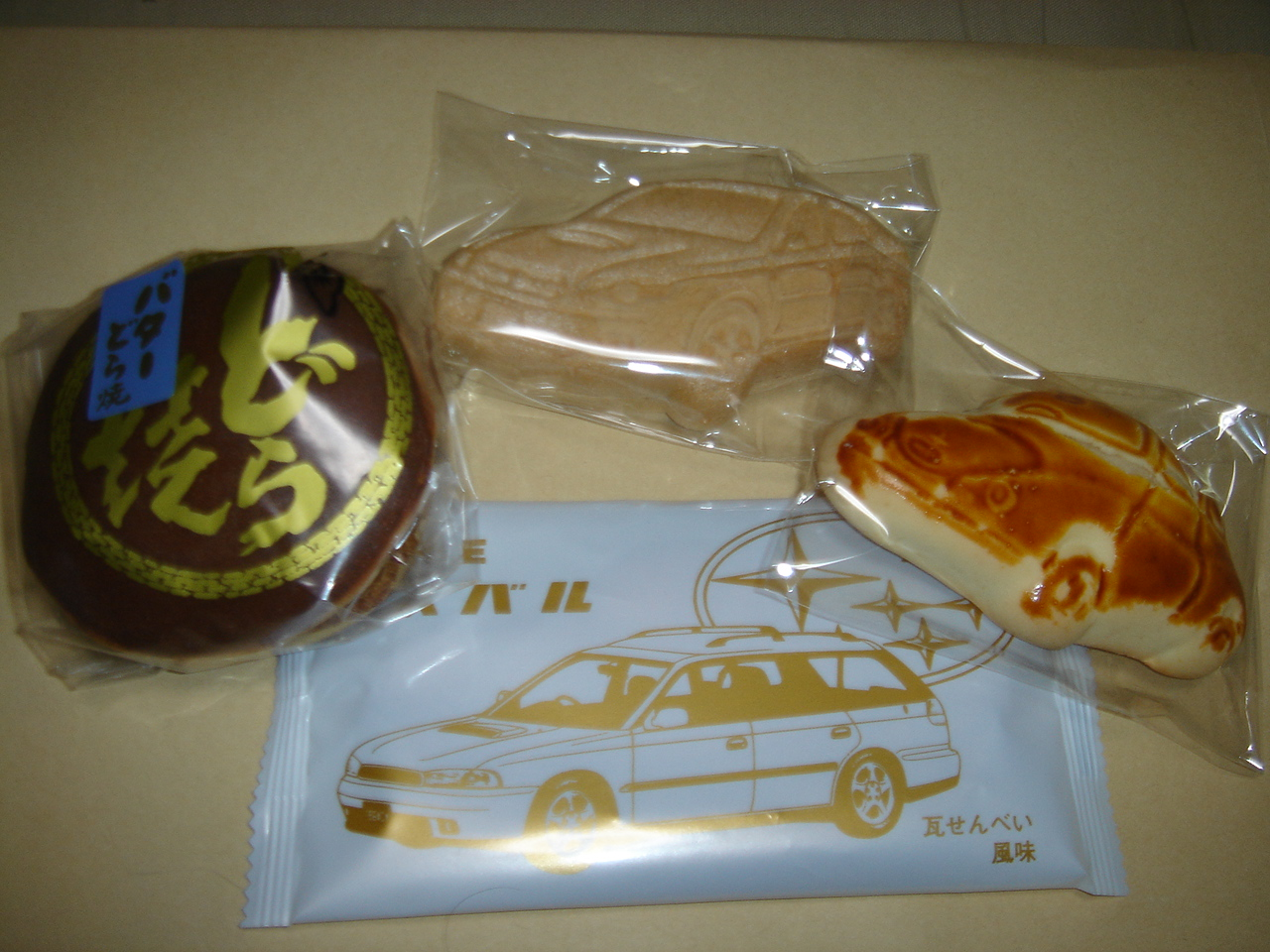
左からバターどら焼、スバル最中、360焼き、下はTHEスバル
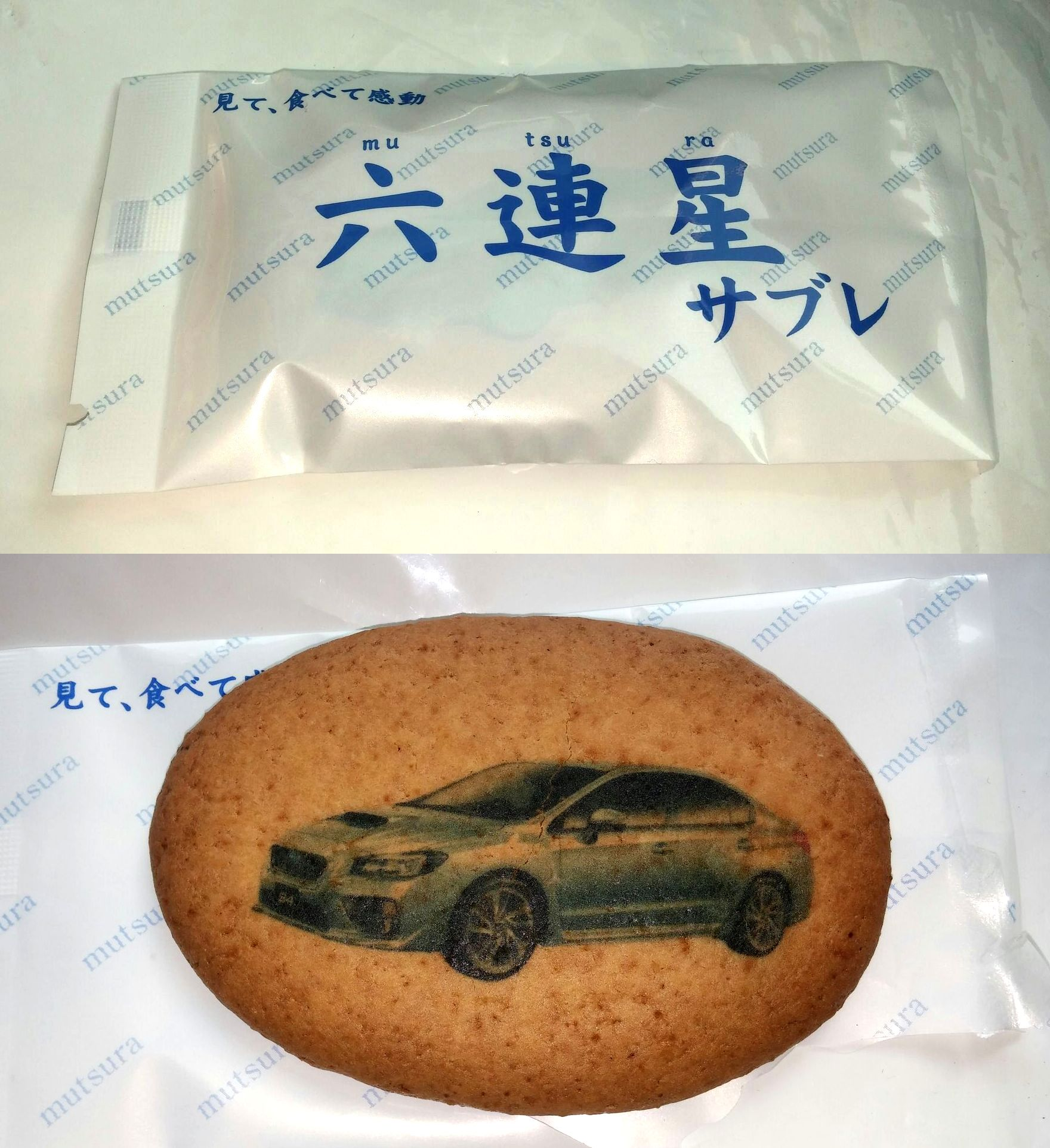
六連星サブレ (WRX S4)

## 交通アクセス
公共交通機関
東武鉄道・太田駅から徒歩5分。
自家用自動車
北関東自動車道・太田桐生インターチェンジから自動車で8分。駐車場はない。
創業以来、広告に費用を掛けないのが店のポリシーで、2020年9月現在においてもインターネットの公式ウェブサイトすら開設していない。しかしブログ等口コミで評判が広まり、遠方から訪れる客もいる。

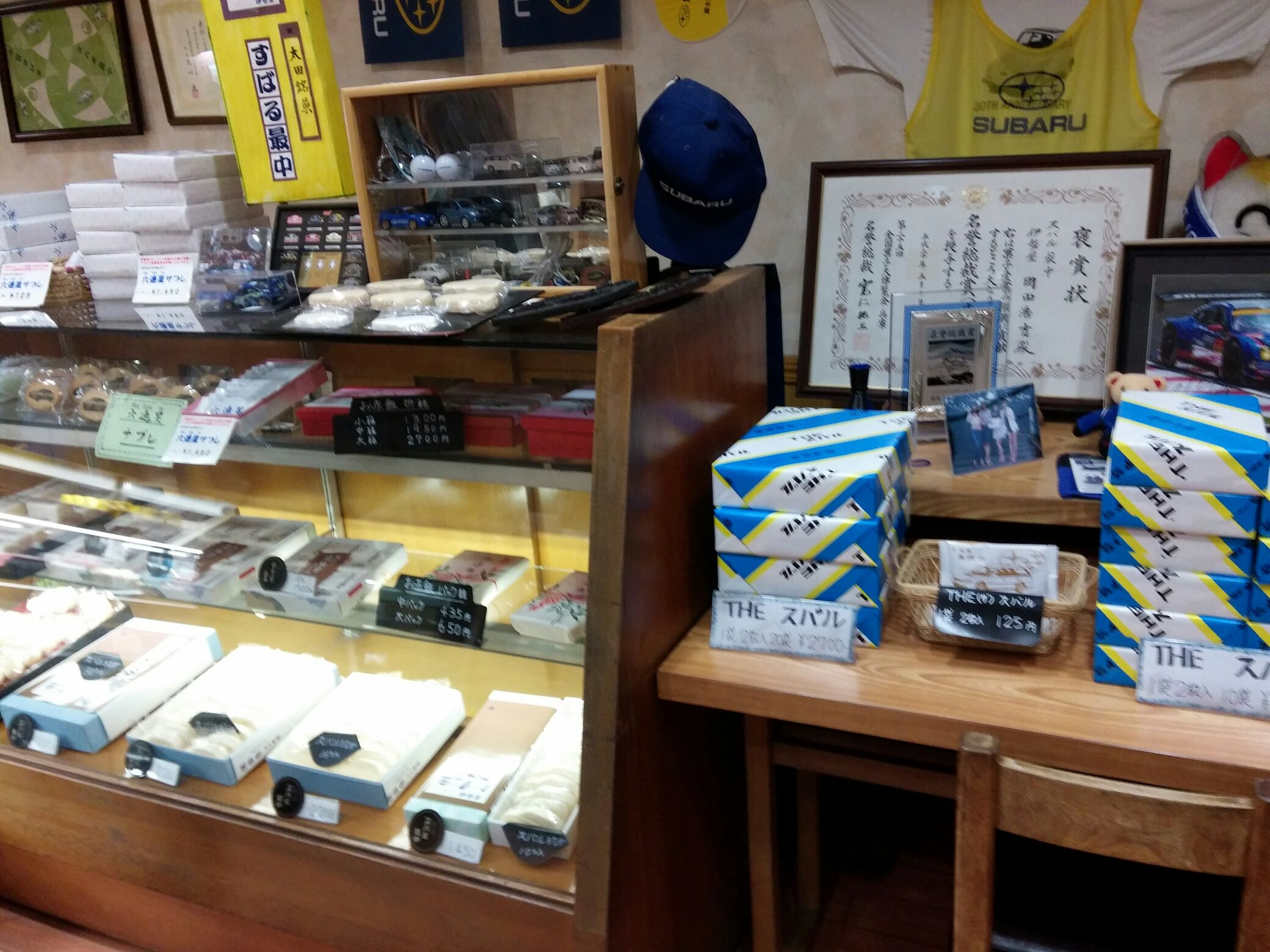
店内
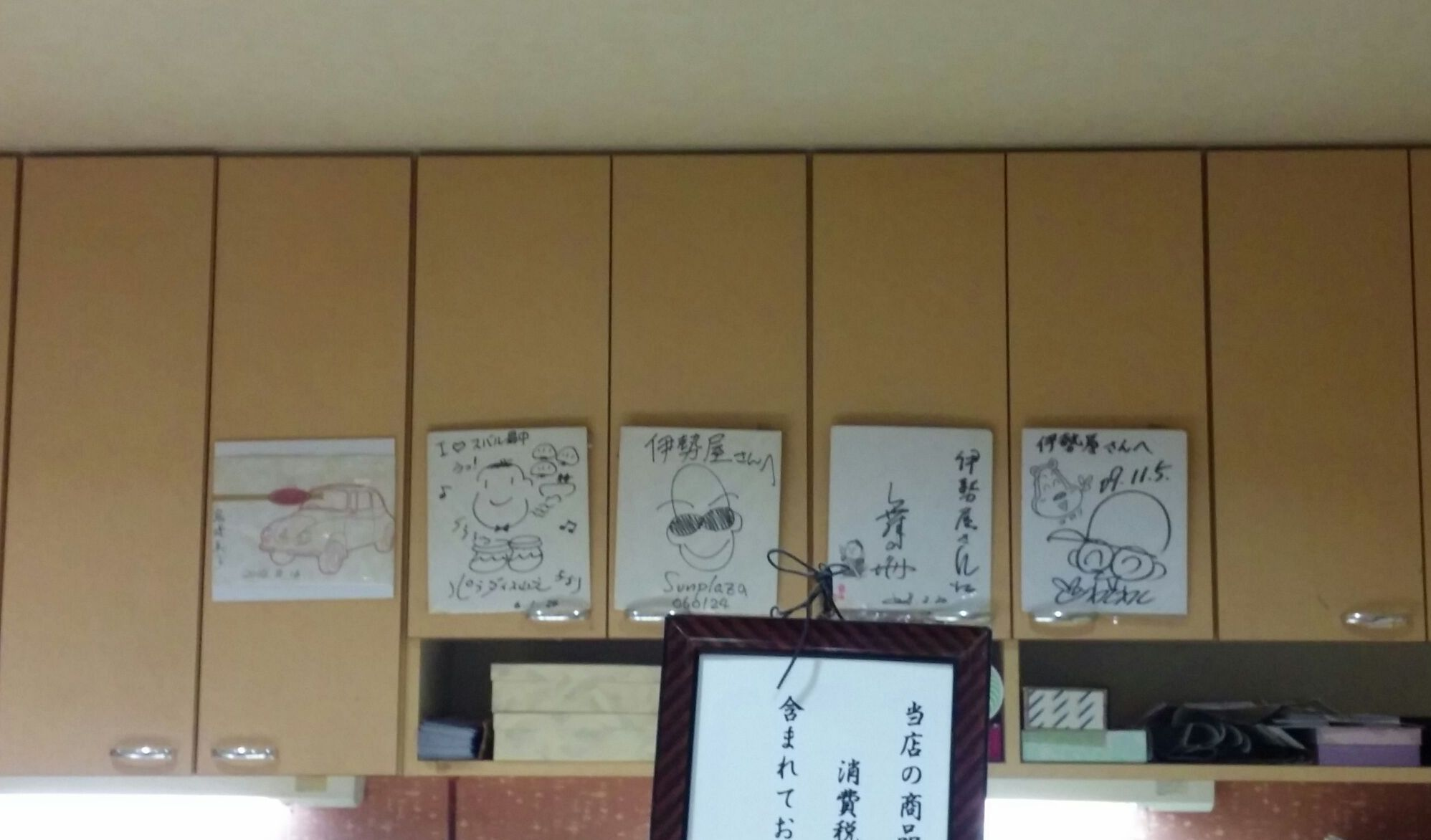
著名人のサイン（左から宮崎美子、パラダイス山元、サンプラザ中野くん、舞の海秀平、わくわくさん）